# Corey Benjamin
Corey Dwight Benjamin (Compton, 24 febbraio 1978) è un ex cestista statunitense, professionista nella NBA, in Europa, Asia e Sudamerica.

## Carriera
È stato selezionato dai Chicago Bulls al primo giro del Draft NBA 1998 (28ª scelta assoluta).

## Palmarès
- McDonald's All-American Game (1996)